# Air America (luchtvaartmaatschappij)

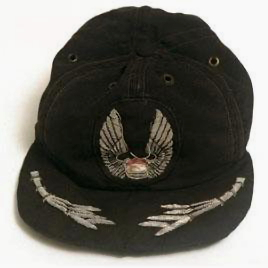
Pet die gedragen werd door de piloten van Air America

Air America was Amerikaanse luchtvaartmaatschappij die opereerde in de periode 1950 tot 1976.
Deze maatschappij werd door de Amerikaanse inlichtingendienst CIA gebruikt voor het vervoer van vracht en mensen tijdens zogenaamde black Operations en was met name actief in grote delen van Zuidoost-Azië tijdens de Vietnamoorlog. Hieronder vielen naar verluidt ook geheime vluchten in Myanmar en mogelijk zelfs China. Men hanteerde dan ook het slogan Anything, Anywhere, Anytime, Professionally. Mogelijk zijn door Air America ook drugstransporten uitgevoerd om drugs vanuit de Gouden Driehoek naar Amerikaanse legerbases te vervoeren.
Air America ontstond door de overname van de Chinese luchtvaartmaatschappij Civil Air Transport (CAT). Het bedrijf werd officieel opgeheven op 30 juni 1976 en later overgenomen door Evergreen International Airlines.